# ビジネス・アーキテクツ
株式会社ビジネス・アーキテクツ（英文社名 Business Architects Inc.）は、東京都港区に本社をおくWebデザイン企業。

## 概要
1999年静岡県下田に株式会社リフレクスを設立。2000年にビジネス・アーキテクツと社名変更を行う。略称はbA(公称)もしくはビジアキ(俗称)であったが、2013年9月のCI変更によりBAが正式略称となった。社名の由来は『Webビジネスを作る人・構築する人』に由来するが、Webという言葉はいずれ廃れるだろうと考え、ビジネスを構築する人が集まっている会社を意味する『ビジネス・アーキテクツ』とした。1人1人がビジネスを作るプロのアーキテクトでなければいけないと考えている。

## 沿革
- もともとリフレクスはCD-ROMを制作する会社であったが、デザイナーやエンジニアなど30余名がWebデザイン会社設立のため集まり、ビジネス・アーキテクツへの社名変更の形で設立された[要出典]。
- 現在Web業界をリードしている中村勇吾や福井信蔵らが在籍していたため、多くのサイト構築事例や情報デザインの事例を発表し、その斬新な発想と構築事例は多くのアワードでさまざまな審査員に絶賛され、国内外で数多くの賞を獲得している。
- 設立当初はFlashによる斬新なインターフェースデザインを採用したコーポレートサイトやプロモーションサイトで多くの実績を残していたが、2003年以降は独自のコンポーネント管理のフレームワークを導入し、大規模なCSSサイトの開発を数多く手がけてきている。サイト構築はもとよりクライアントのコミュニケーションデザイン戦略やWeb戦略を得意としており、特に近年はWeb標準に準拠した大規模サイトの構築やナショナルクライアントのグローバル戦略の実現で多くの評価を残している[要出典]。

## 年表
- 1999年1月 - 株式会社リフレクス設立
- 2000年5月 - 東京事務所開設
- 2000年6月 - 株式会社ビジネス・アーキテクツに社名変更
- 2003年9月 - メタデザインAGとグローバルサービスによる相互マーケティング契約で提携
- 2003年10月 - 業界6社の賛同を得てRIAコンソーシアムを発足
- 2005年4月 - 株式会社Ｊストリーム、株式会社ベースメントファクトリープロダクション、株式会社東北新社、株式会社ロボットとともに共同出資し株式会社エクスペリエンスを設立
- 2005年8月 - 子会社 株式会社BAメガパワーズを設立
- 2005年9月 - ニューロマジック、ニューロマジック・コミュニケーションズと業務提携
- 2006年7月 - アカマイと提携し、映像分野によるワンストップサービスを提供
- 2011年6月 - 葵プロモーション（現・AOI Pro.）が全株式を取得し、子会社となる[3]。
- 2017年12月 - 株式譲渡により株式会社AOI Pro.の連結対象から除外される[4]。

## 主な受賞歴
- 2002年
  - London International Awards Finalist - Connected Identity
  - 文化庁メディア芸術祭 デジタルアート〔インタラクティブ〕部門 優秀賞 - CAMCAMTIME
  - グッドデザイン賞 コミュニケーションデザイン部門 - SonyDesign

- 2003年
  - One Show Interactive Broadband, Gold - CAMCAMTIME
  - One Show Interactive Beyond the banner, Merit - CAMCAMTIME
  - One Show Interactive Beyond the banner, Merit - SUBARU Forester "The Mission"
  - One Show Interactive Brand Gaming - Banners, Merit - SUBARU Forester "The Mission"
  - One Show Interactive Integrated Branding Campaign, Merit - Connected Identity
  - New York ADC Distinctive Merit - CAMCAMTIME
  - 東京インタラクティブ・アド・アワード ビヨンド広告部門 グランプリ - CAMCAMTIME
  - 東京インタラクティブ・アド・アワード インテグレーテッドキャンペーン部門 銀賞 - Connected Identity
  - 東京インタラクティブ・アド・アワード ビヨンド広告部門 入賞 - Connected Identity
  - 東京インタラクティブ・アド・アワード インテグレーテッドキャンペーン部門 銅賞 - ジョージアネット+ナンデーモカンパニー
  - 東京インタラクティブ・アド・アワード バナー広告部門 入賞 - ジョージアネット+ナンデーモカンパニー

- 2004年
  - One Show Interactive Corporate image B2C-Web site, Bronze - Grand Hyatt TokyoツアーCD-ROM
  - One Show Interactive Corporate image B2C-Web site, Merit - Grand Hyatt Tokyo
  - One Show Interactive Corporate image B2C-Web site, Merit - 森アーツセンター
  - One Show Interactive Corporate image B2C-Web site, Merit - MIKIMOTO
  - New York ADC Product Service Promotional Site, Finalist - Grand Hyatt Tokyo
  - London International Awards Finalist - MIKIMOTO
  - London International Awards Finalist - 森アーツセンター
  - Cannes Cyber Lions Websites, Finalist - 東京シティビュー
  - 東京インタラクティブ・アド・アワード インテグレーテッドキャンペーン部門 入賞 - SUBARU LEGACY INTEGRATED CAMPAIGN

- 2005年
  - One Show Interactive Corporate image B2C-Web site, Merit - DESIGN-YAMAHA
  - London International Awards Finalist - FORESTS FOREVER
  - London International Awards Finalist - SUBARU FORESTER
  - Communication Arts Info Design, Winner - FORESTS FOREVER
  - Cannes Cyber Lions Websites, Finalist - FORESTS FOREVER
  - D&AD Awards Nomination  - FORESTS FOREVER
  - Clio Awards Shortlist - FORESTS FOREVER
  - Clio Awards Shortlist - DESIGN-YAMAHA
  - Asia Pacific Advertising Festival Web Site : Consumer, Silver - DESIGN-YAMAHA
  - Asia Pacific Advertising Festival Web Site : Consumer, Finalist - ワンデーアキュビューカラー
  - 第58回 広告電通賞 インターネット ウェブサイト部門 優秀作品賞 - FORESTS FOREVER
  - 東京インタラクティブ・アド・アワード コーポレートサイト部門 金賞 - DESIGN-YAMAHA
  - 東京インタラクティブ・アド・アワード ブランディングサイト部門 銅賞 - FORESTS FOREVER
  - グッドデザイン賞 コミュニケーションデザイン部門 - ONESKY Official Site 0.1

- 2006年
  - WebAwards Electronics, Standard of Excellence - Panasonic VIERA - EXPERIENCE COLOR
  - One Show Interactive Promotional Advertising Web site, Merit - I feel LECAGY
  - 文化庁メディア芸術祭 エンターテインメント部門／ウェブ 審査委員会推薦作品 - Panasonic VIERA - EXPERIENCE COLOR
  - 東京インタラクティブ・アド・アワード プロダクトサイト部門 銅賞 - I feel LEGACY
  - 東京インタラクティブ・アド・アワード プロダクトサイト部門 入賞 - SUBARU FORESTER
  - 東京インタラクティブ・アド・アワード プロダクトサイト部門 入賞 - Sony Cyber-shot T7
  - 東京インタラクティブ・アド・アワード コーポレートサイト部門 入賞 - ソフトバンク コーポレートサイト
  - アックゼロヨン・アワード 内閣総理大臣賞 - みずほ証券 コーポレートサイト
  - アックゼロヨン・アワード グランプリ - みずほ証券 コーポレートサイト
  - アックゼロヨン・アワード 最優秀コーポレートサイト - みずほ証券 コーポレートサイト
  - アックゼロヨン・アワード 最優秀Flash賞 - NTTデータ コーポレートサイト
  - Yahoo! JAPAN インターネットクリエイティブアワード 一般の部 自由テーマ部門 入賞 - カレの乗せ方 カノジョの乗り方

- 2007年
  - New York Festivals Interactive & Alternative Media, Finalist - Panasonic VIERA - EXPERIENCE COLOR
  - Webby Awards Consumer Electronics, Nominee - Panasonic VIERA - EXPERIENCE COLOR
  - Webby Awards Best Use of Animation or Motion Graphics, Official Honoree - Panasonic VIERA - EXPERIENCE COLOR
  - 東京インタラクティブ・アド・アワード プロダクトサイト部門 銀賞 - Panasonic VIERA - EXPERIENCE COLOR
  - グッドデザイン賞 コミュニケーションデザイン部門 インタラクションデザイン賞 - Panasonic VIERA - EXPERIENCE COLOR

- 2008年
  - アックゼロヨン・アワード2007 コーポレートコミュニケーション部門 入賞 - Panasonic VIERA-EXPERIENCE COLOR
  - アックゼロヨン・アワード2007 コーポレートコミュニケーション部門 入賞 - FORESTS FOREVER
  - アックゼロヨン・アワード2007 コーポレートコミュニケーション部門 入賞 - Nikon Camera Design
  - アックゼロヨン・アワード2007 コーポレートコミュニケーション部門 入賞 - 西村あさひ法律事務所
  - アックゼロヨン・アワード2007 コーポレートコミュニケーション部門 入賞  - 松下グループの社会貢献活動レポート
  - アックゼロヨン・アワード2007 コーポレートコミュニケーション部門 入賞 - 松下グループのユニバーサルデザイン
  - アックゼロヨン・アワード2007 コーポレートコミュニケーション部門 入賞 - 実況ジェネレーター2008(project Blue)
  - アックゼロヨン・アワード2007 コーポレートコミュニケーション部門 入賞 - サッポロビール
  - アックゼロヨン・アワード2007 コーポレートコミュニケーション部門 入賞 - ソフトバンク コーポレートサイト
  - アックゼロヨン・アワード2007 コーポレートコミュニケーション部門 入賞 - ソフトバンクグループ通信3社2009年度新卒採用サイト
  - アックゼロヨン・アワード2007 コーポレートコミュニケーション部門 入賞 - とらやホームページ
  - アックゼロヨン・アワード2007 コーポレートコミュニケーション部門 入賞 - Panasonic ideas for life Special Content "Exploring ideas with you"
  - アックゼロヨン・アワード2007 セールスプロモーション部門 入賞 - NEXSOURCING
  - アックゼロヨン・アワード2007 エレクトロニックコマース部門 入賞 - とらやオンラインショップ
  - アックゼロヨン・アワード2007 公共・地域振興・その他のコミュニケーション部門 入賞 - WIRED VISION
  - 東京インタラクティブ・アド・アワード アド部門 その他のインタラクティブ広告 入賞 - 実況ジェネレーター2008(project Blue)
  - Webby Awards Best Use of Animation or Motion Graphics, Official Honoree - DESIGN - YAMAHA "scene of tone"
  - SXSW Web Awards Business, Finalist - ACUVUER2 COLORS iMakeOver
  - Cannes Cyber Lions Websites, Bronze - 実況ジェネレーター2008（project Blue）
  - Movable Typeコンテスト2007 グランプリ - WIRED VISION

## 関連企業
- （株）BAメガパワーズ
- 必偉（北京）国際広告有限公司
- 北京业欧之星信息技术有限公司（www.carbrother.com）
- MetaWest Design Corporation
- iconmobile
- bA Germany GmbH
- （株）エクスペリエンス
- （株）ワイアードビジョン
- アユダンテ（株）
- RIAコンソーシアム
- 日本Web協会

## 補足
1. ↑  グループ会社(株)ビジネス・アーキテクツがCIを変更、HPをリニューアルオープン | AOI Pro. Inc.
2. ↑  MG-NET+：語る経営者インタビュー：鬼才異彩62：株式会社ビジネス・アーキテクツ　林　亨(Webpage archive)
3. ↑  2011/06/21 - 株式会社ビジネス・アーキテクツの株式の取得（子会社化）と 連結子会社株式会社葵デジタルクリエーションの吸収合併に関するお知らせ－葵プロモーション
4. ↑  2017/12/26 - 連結子会社の異動（株式譲渡）及び特別損失の計上見込みに関するお知らせ